# Trictenotoma formosana
Trictenotoma formosana is een keversoort uit de familie Trictenotomidae. De wetenschappelijke naam van de soort is voor het eerst geldig gepubliceerd in 1920 door Kriesche.